# Maria d'Aragona (marchesa del Vasto)
Maria d'Aragona (Ischia, 1503 – Napoli, 1568) fu marchesa del Vasto come consorte di Alfonso III d'Avalos e governatrice consorte di Milano dal 1538 al 1546. Promotrice delle lettere e protettrice di letterati, fondò numerosi salotti letterari e diede vita ad un cenacolo culturale frequentato da molti poeti.

## Biografia

Stemma di famiglia

Era figlia di Ferdinando d'Aragona, duca di Montalto, e di Caterina Castellana de Cardona, figlia del duca Raimondo de Cardona.
Maria d'Aragona nacque nel castello di Ischia e vi dimorò a più riprese nel corso della sua vita, entrando in contatto con l'atmosfera di grande fervore culturale della corte ivi mantenuta da Costanza d'Avalos. Fu qui che Maria conobbe Sannazaro, Tansillo e Bernardo Tasso, che l'avrebbero intrattenuta in seguito nei suoi salotti di Napoli, Milano e Pavia. Conobbe inoltre la poetessa Vittoria Colonna, che aveva sposato ad Ischia nel 1509 il nipote di Costanza d'Avalos, Fernando Francesco. 
Nel 1523 Maria d'Aragona sposò il marchese Alfonso d'Avalos marchese del Vasto. Questi era un militare decorato al servizio dell'imperatore Carlo V, che nel 1538 lo nominò governatore di Milano. La famiglia lasciò Napoli per un palazzo a Milano. Il marchese del Vasto era un rinomato generale dell'imperatore Carlo ed avrebbe partecipato ad importanti episodi bellici del suo tempo, quali la battaglia di Pavia e la conquista di Tunisi
Negli anni Trenta del Cinquecento, Maria, Giovanna d'Aragona, Costanza d'Avalos (da non confondere con la zia omonima), Vittoria Colonna e Giulia Gonzaga divennero discepole del teologo Juan de Valdés. Il gruppo assisteva alle sue lezioni-discussioni sulle Scritture a casa di Juan a Chiaia. Il gruppo assisteva anche alle prediche di Bernardino Ochino, predicatore della riforma radicale. Dopo che Carlo V promosse il marchese del Vasto a Governatore, Maria rimase fedele al discepolo di Valdés, Pietro Carnesecchi e continuò a tenere una corrispondenza epistolare con il cardinale Seripando, che era sotto attacco da parte degli Inquisitori a Roma. Nel 1540 Maria d'Aragona tentò di portare Ochino a Milano. Tuttavia, un anno dopo Ochino fuggì dall'Italia rifugiandosi nella protestante Ginevra.
Maria diede vita ad un cenacolo culturale frequentato da molti poeti. Tra questi Paolo Giovio, Girolamo Muzio, Pietro Aretino, Giulio Camillo e Bernardo Spina, che avevano preso parte al circolo di Costanza d'Avalos ad Ischia. Luca Contile raccontò la vita del marito di Maria e di sua sorella nelle sue Lettere, poi pubblicate a Venezia.
Nel 1544 Alfonso d'Avalos perse dodicimila uomini combattendo i francesi nella battaglia di Ceresole. Era un uomo distrutto che non si era mai ripreso dalle ferite. Morì nel 1546. Dopo la morte del marito, Maria si trasferì con il suo seguito fuori dal palazzo di Milano, con i suoi sette figli e la sorella Giovanna, a Pavia. Lì ristabilì il suo cenacolo e integrò l'accademia letteraria "Chiave d'Oro" con Contile, Aretino e altri della sua cerchia milanese. Nel 1547 tornarono ad Ischia e vi ristabilirono il loro cenacolo.
Nel maggio del 1547 la popolazione di Napoli si ribellò contro il viceré, Pedro Álvarez de Toledo, che aveva manifestato l'intenzione di introdurre l'Inquisizione spagnola nel regno. Tra i provvedimenti repressivi presi dal viceré vi fu la detenzione di diversi accademici e letterati della città, tra i quali, Ferrante Carafa e Angelo di Costanzo. Lasciata Napoli, Maria d'Aragona collaborò con scrittori ben legati agli editori e stampatori veneziani che promossero la pubblicazione di opere in onore suo e della sua sorella per aver sostenuto l'establishment letterario napoletano di fronte alle minacce dell'Inquisizione e ai roghi di libri. Nel 1551 l'Accademia dei Dubbiosi di Venezia varò il progetto di un'opera intitolata "Il Tempio della Divina Signora Giovanna d'Aragona". Un anno dopo, il curatore Girolamo Ruscelli pubblicò un omaggio a Maria d'Aragona dal titolo "Una conferenza… su un sonetto in onore della divina signora Marchesa del Vasto". L'editore veneziano Ludovico Dolce annunciò la pubblicazione della prima di quattro antologie con protagonisti scrittori che avevano partecipato al circolo di Maria d'Aragona. 
Maria tornò a Napoli e morì nel 1568. Gli editori veneziani ne lodarono la genialità e la bellezza. Venne sepolta nella chiesa di San Domenico Maggiore di Napoli. Tra il 1984 e il 1987, la sua bara è stata aperta e i suoi resti mummificati sono stati studiati scientificamente dal paleopatologo Gino Fornaciari della Divisione di Paleopatologia dell'Università di Pisa.

## Discendenza
Maria e il principe Alfonso III d'Avalos ebbero i seguenti figli:
- Francesco Ferdinando (1530-1571), marchese del Vasto e militare al servizio dell'Impero spagnolo, nel 1560 fu nominato Governatore del Ducato di Milano succedendo al Duca Gonzalo II Fernández de Córdoba, carica che detenne solamente tre anni quando fu nuovamente sostituito dallo stesso Duca; e nel 1568 succedette al Principe García Álvarez de Toledo y Osorio nella carica di Viceré di Sicilia che detenne sino al 1571 quando fu sostituito dal Principe Carlo Tagliavia d'Aragona;
- Maria (?-1535), sposò il barone di Scafati Giovanni Todeschini Piccolomini d'Aragona, figlio del duca di Amalfi e governatore imperiale della Repubblica di Siena Alfonso II Todeschini Piccolomini d'Aragona e della Marchesa Costanza d'Avalos;
- Antonia (?-1567), sposò Giangiacomo Trivulzio, figlio del marchese di Vigevano Gian Francesco Trivulzio e di Giulia Trivulzio;
- Innico (1536-1600), sin da giovane fu avviato alla carriera ecclesiastica ove il 26 febbraio 1561 fu nominato Cardinale dal Pontefice Pio IV;
- Cesare (1536-1614), marchese di Padula e Gran Cancelliere del Regno di Napoli, sposò Lucrezia del Tufo, figlia di Giovanni Girolamo del Tufo marchese di Lavello ed Antonia Carafa;
- Giovanni (1536-1586), signore di Montescaglioso, sposò Maria Orsini, figlia di Antonio Orsini, duca di Gravina. Promosse inoltre la fondazione del Complesso dell'Eremo dei Camaldoli;
- Carlo (1541-1612), sin da giovane venne avviato alla carriera militare nelle armate imperiali, prendendo parte a diverse spedizioni. Nel 1571 si distinse nella Battaglia di Lepanto contro i Turchi sotto il comando di Don Giovanni d'Austria. Successivamente nel 1592 partecipò con l'esercito spagnolo alle operazioni militari che si svolgevano in Piemonte, e nel 1596 acquisì dalla nipote Isabella d'Avalos d'Aquino d'Aragona il Principato di Montesarchio. Sposò Sveva Gesualdo, figlia di Luigi IV Gesualdo, principe di Venosa, e la figlia Maria d'Avalos sposò il principe di Venosa e compositore Carlo Gesualdo;
- Beatrice (1533-1558), sposò Alfonso de Guevara, conte di Potenza.

## Ascendenza
|                                                            |                                                                 |                                                             | Genitori                                                                     |  |  | Nonni |  |  | Bisnonni                           |  |  | Trisnonni                            |  |
|                                                            |                                                                 |                                                             |                                                                              |  |  |       |  |  | 8. Alfons V, re d'Aragona e Napoli |  |  | 16. Ferran I, re d'Aragona e Sicilia |  |
|                                                            |                                                                 |                                                             |                                                                              |  |  |       |  |  | 8. Alfons V, re d'Aragona e Napoli |  |  | 16. Ferran I, re d'Aragona e Sicilia |  |
|                                                            |                                                                 | 17. Leonor de Alburquerque                                  |                                                                              |  |  |       |  |  | 8. Alfons V, re d'Aragona e Napoli |  |  |                                      |  |
| 4. Ferran I, re di Napoli                                  |                                                                 |                                                             |                                                                              |  |  |       |  |  | 8. Alfons V, re d'Aragona e Napoli |  |  |                                      |  |
|                                                            |                                                                 | 9. Gueraldona Carlino                                       | 18. Enrico Carlino                                                           |  |  |       |  |  |                                    |  |  |                                      |  |
|                                                            |                                                                 | 9. Gueraldona Carlino                                       | 18. Enrico Carlino                                                           |  |  |       |  |  |                                    |  |  |                                      |  |
|                                                            |                                                                 | 9. Gueraldona Carlino                                       | 19. Isabella Carlino                                                         |  |  |       |  |  |                                    |  |  |                                      |  |
| 2. Ferdinando d'Aragona, duca di Montalto                  |                                                                 | 9. Gueraldona Carlino                                       |                                                                              |  |  |       |  |  |                                    |  |  |                                      |  |
|                                                            |                                                                 | …                                                           | …                                                                            |  |  |       |  |  |                                    |  |  |                                      |  |
|                                                            |                                                                 | …                                                           | …                                                                            |  |  |       |  |  |                                    |  |  |                                      |  |
|                                                            |                                                                 | …                                                           | …                                                                            |  |  |       |  |  |                                    |  |  |                                      |  |
| …                                                          |                                                                 | …                                                           |                                                                              |  |  |       |  |  |                                    |  |  |                                      |  |
|                                                            |                                                                 | …                                                           | …                                                                            |  |  |       |  |  |                                    |  |  |                                      |  |
|                                                            |                                                                 | …                                                           | …                                                                            |  |  |       |  |  |                                    |  |  |                                      |  |
|                                                            |                                                                 | …                                                           | …                                                                            |  |  |       |  |  |                                    |  |  |                                      |  |
| 1. Maria d'Aragona                                         |                                                                 | …                                                           |                                                                              |  |  |       |  |  |                                    |  |  |                                      |  |
|                                                            | 12. Antoni de Cardona-Anglesola i Centelles, barone di Bellpuig | 24. Ramon de Cardona i de Pinós, barone di Bellpuig         |                                                                              |  |  |       |  |  |                                    |  |  |                                      |  |
|                                                            | 12. Antoni de Cardona-Anglesola i Centelles, barone di Bellpuig | 24. Ramon de Cardona i de Pinós, barone di Bellpuig         |                                                                              |  |  |       |  |  |                                    |  |  |                                      |  |
|                                                            | 12. Antoni de Cardona-Anglesola i Centelles, barone di Bellpuig | 25. Catalina de Centelles y Urrea                           |                                                                              |  |  |       |  |  |                                    |  |  |                                      |  |
| 6. Ramon Folc III de Cardona i de Requesens, duca di Somma | 12. Antoni de Cardona-Anglesola i Centelles, barone di Bellpuig |                                                             |                                                                              |  |  |       |  |  |                                    |  |  |                                      |  |
|                                                            |                                                                 | 13. Castellana de Requesens i de Soler, baronessa de Liñola | 26. Galceran de Requesens i de Santacoloma, I barone di Molins de Rey        |  |  |       |  |  |                                    |  |  |                                      |  |
|                                                            |                                                                 | 13. Castellana de Requesens i de Soler, baronessa de Liñola | 26. Galceran de Requesens i de Santacoloma, I barone di Molins de Rey        |  |  |       |  |  |                                    |  |  |                                      |  |
|                                                            |                                                                 | 13. Castellana de Requesens i de Soler, baronessa de Liñola | 27. Isabel Joan de Soler                                                     |  |  |       |  |  |                                    |  |  |                                      |  |
| 3. Catalina Castellana de Cardona i de Requesens           |                                                                 | 13. Castellana de Requesens i de Soler, baronessa de Liñola |                                                                              |  |  |       |  |  |                                    |  |  |                                      |  |
|                                                            |                                                                 | 14. Galceran de Requesens i Joan de Soler, conte di Palamós | 28. Galceran de Requesens i de Santacoloma, I barone di Molins de Rey (= 26) |  |  |       |  |  |                                    |  |  |                                      |  |
|                                                            |                                                                 | 14. Galceran de Requesens i Joan de Soler, conte di Palamós | 28. Galceran de Requesens i de Santacoloma, I barone di Molins de Rey (= 26) |  |  |       |  |  |                                    |  |  |                                      |  |
|                                                            |                                                                 | 14. Galceran de Requesens i Joan de Soler, conte di Palamós | 29. Isabel Joan de Soler (= 27)                                              |  |  |       |  |  |                                    |  |  |                                      |  |
| 7. Isabel de Requesens i Enríquez, contessa di Palamós     |                                                                 | 14. Galceran de Requesens i Joan de Soler, conte di Palamós |                                                                              |  |  |       |  |  |                                    |  |  |                                      |  |
|                                                            |                                                                 | 15. Beatriz Enriquez de Velasco                             | 30. Alonso Enriquez de Guzmán, II conte di Alba de Liste                     |  |  |       |  |  |                                    |  |  |                                      |  |
|                                                            |                                                                 | 15. Beatriz Enriquez de Velasco                             | 30. Alonso Enriquez de Guzmán, II conte di Alba de Liste                     |  |  |       |  |  |                                    |  |  |                                      |  |
|                                                            |                                                                 | 15. Beatriz Enriquez de Velasco                             | 31. Juana Perez de Velasco                                                   |  |  |       |  |  |                                    |  |  |                                      |  |
|                                                            |                                                                 | 15. Beatriz Enriquez de Velasco                             |                                                                              |  |  |       |  |  |                                    |  |  |                                      |  |